# Ларіонов Олексій Миколайович
Олексій Миколайович Ларіонов (19 серпня 1907, село Грибановська Онезького повіту Архангельської губернії, тепер Онезького району Архангельської області, Російська Федерація — 22 вересня 1960, місто Рязань, Російська Федерація) — радянський державний і партійний працівник, 1-й секретар Ярославського (1942—1946), потім Рязанського обкомів ВКП(б)/КПРС (1948—1960). Член ЦК КПРС (1952—1960). Депутат Верховної Ради СРСР 2—5-го скликань. Герой Соціалістичної Праці (25.12.1959). Головний фігурант афери, відомої як «Рязанське диво».

## Біографія
Народився 6(19) серпня 1907 року в селянській родині. З дитинства працював у сільському господарстві. Закінчив сільську школу.
З 1925 року — на радянській і комсомольській роботі. До 1926 року працював секретарем волосного комітету селянської взаємодопомоги в Архангельській губернії. У 1926—1929 роках — відповідальний секретар Онезького волосного комітету ВЛКСМ, відповідальний секретар Онезького повітового комітету ВЛКСМ Архангельської губернії.
Член ВКП(б) з 1927 року.
У вересні 1929 — березні 1932 року — служба у військах ОДПУ.
У березні 1932 — 1933 року — навчання на підготовчому відділенні Інституту червоної професури.
У 1933 — вересні 1935 року — заступник начальника Політичного відділу Крижопільської машинно-тракторної станції (МТС) Вінницької області по партійній роботі.
У вересні 1935 — квітні 1938 року — студент історико-партійного відділення ленінградського Інституту червоної професури. У 1938 році був направлений на партійну роботу в Ярославську область.
У квітні 1938 — 1940 року — 3-й секретар Ярославського обласного комітету ВКП(б).
У 1940 — липні 1942 року — 2-й секретар Ярославського обласного комітету ВКП(б). У 1941—1942 роках керував політвідділом Управління оборонних робіт в Ярославській області.
У липні 1942 — 26 серпня 1946 року — 1-й секретар Ярославського обласного і міського комітетів ВКП(б). У 1942—1944 роках був головою Ярославського міського комітету оборони.
У серпні 1946 — 10 липня 1948 року — завідувач відділу кадрів партійних органів Управління кадрів ЦК ВКП(б).
8 грудня 1948 — 22 вересня 1960 року — 1-й секретар Рязанського обласного комітетів ВКП(б) (КПРС).
Делегат XIX, XX і XXI (позачергового) з'їздів КПРС.
У 1959 році Ларіонов шляхом приписок та махінацій в три рази «перевиконав план області із виробництва м'яса і молока». На тлі загальної кризи сільського господарства і гострого дефіциту продовольства в СРСР цей випадок став відомий як «Рязанське диво». Ларіонов було присвоєно звання Героя Соціалістичної Праці. У наступному році шахрайство було викрите, після чого Ларіонов покінчив з собою. Похований на Скорбященському цвинтарі міста Рязані.
Олексій Ларіонов став прототипом Кнорозова, першого секретаря обкому КПРС з оповідання Олександра Солженіцина «Для користі справи»; Артамонова, персонажа роману Кочетова «Секретар обкому» і Буянова, персонажа роману Шундика «В країні синьоокої».

## Нагороди
- Герой Соціалістичної Праці (25.12.1959)
- чотири ордени Леніна (1.06.1945; 7.02.1957; 29.08.1957; 25.12.1959)
- орден Вітчизняної війни 1-го ступеня (1.02.1945)
- три ордени Трудового Червоного Прапора (25.03.1942; 22.01.1944; 14.07.1944)
- медаль «За трудову доблесть» (11.07.1960)